# Курпебаев, Касым Нургалиевич
Касым Нургалиевич Курпебаев (17 апреля 1931 года, Каркаралинский район — 5 сентября 2020 года) — начальник участка шахты имени 50-летия Октябрьской революции комбината «Карагандауголь», Карагандинская область.

## Биография
Родился 17 апреля 1931 года в колхозе имени Калинина, Каркаралинского районы Карагандинской области. Казах. Происходит из подрода Темеш рода куандык племени аргын.
С четырёх лет остался круглым сиротой на воспитании бабушки. В годы войны переехал к родственникам в Караганду.
В 1944 году начал трудовую деятельность отметчиком на шахте № 60 треста «Молотовуголь» комбината «Карагандауголь». С 1947 года работал на шахте № 54-41 того треста участковым нормировщиком и после достижения совершеннолетия — навалоотбойщиком шахты. Как перспективный, добросовестный работник был направлен на годичные курсы в Карагандинский горный техникум.
С 1950 года, после окончания учёбы получил квалификацию младшего техника, работал горным мастером добычного участка № 2 шахты № 101 треста «Сараньуголь» комбината «Карагандауголь», затем участка № 4 шахты 20-бис треста «Кировуголь».
В 1960 году в числе других горняков-практиков вне конкурса поступил в Карагандинский политехнический институт. Учился отлично, получал стипендию от шахты. В 1964 году успешно окончил институт по специальности горный инженер. Был назначен заместителем начальника добычного участка № 2 шахты № 22 треста «Ленинуголь», а через три года продолжает работу начальником этого участка, той же шахты получившей название имени 50-летия Октябрьской революции. В это время коллектив Курпебаева первым в бассейне освоил новый механизированный угледобывающий комплекс КМ-81., Его внедрение позволило резко увеличить добычу угля — в сутки более до 1000 тонн. С 1968 года активно участвовал во Всесоюзном движении за добычу 500 тысяч и более тонн угля из одной лавы.
Указом Президиума Верховного Совета СССР 29 декабря 1973 года за проявленную трудовую доблесть и достижение выдающихся успехов в выполнении социалистических обязательств, принятых на 1973 год, Курпебаеву Касиму присвоено звание Героя Социалистического Труда с вручением ордена Ленина и золотой медали «Серп и Молот».
В 1977 году назначен директором шахты «Карагандинская» производственного объединения «Карагандауголь» и 12 лет успешно руководил данным коллективом. Работая на этой шахте, проявил себя как инженер, способный решать самые сложные производственные задачи. При его непосредственном участии были достигнуты рекордные нагрузки на лаву, высокие темпы проходческих работ, высокая производительность труда. Под его началом в 1983 году шахта была удостоена переходящего Красного знамени ЦК КПСС, Совета Министров СССР, ВЦСПС и ЦК ВЛКСМ с занесением на Всесоюзную Доску почета на ВДНХ СССР. Сам К. Н. Курпебаев был отмечен золотой медалью ВДНХ СССР.
С 1989 года и до выхода работал заместителем начальника добычного участка шахты «Карагандинская» ПО «Карагандауголь». В 1991 году вышел на пенсию.
Являлся депутатом городского и районного совета города Караганды. Жил в город Караганда.
Скончался 5 сентября
Награждён двумя орденами Ленина, медалями, золотой медалью ВДНХ СССР, знаками «Шахтерская слава» 3-х степеней. Почетный гражданин города Караганды (2004).